# Річмонд Чуквуемека
Ннабуіґе Річмонд Чуквуемека (англ. Nnabuihie Richmond Chukwuemeka; нар. 13 червня 2003, Нігерія) — нігерійський футболіст, опорний півзахисник «Гірника-Спорту».

## Життєпис
Футболом розпочав займатися на батьківщині, в Футбольній академії Суперстарз з міста Уйо. На початку вересня 2021 року переїхав до України, де приєднався до академії львівського «Руху». Зіграв за «Рух-2» у Прем'єр-лізі Львівської області. На початку квітня 2022 року залишив львівський клуб, перебував без команди.
На початку вересня 2022 року приєднався до «Діназу». У футболці столичного клубу дебютував 10 вересня 2022 року в програному (1:3) домашньому поєдинку 3-го туру групи А Першої ліги України проти «Епіцентру». Річмонд вийшов на поле на 85-й хвилині замість Ярослава Богунова. Загалом провів 8 матчів у Першій лізі України, з яких у 7-ми — виходив у стартовому складі. Наприкінці грудня 2023 року залишив «Діназ». 
На початку квітня 2023 року приєднався до «Миколаєва», у складі якого виступав у чемпіонаті та кубку Львівської області. На початку березня 2024 року повернувся до професійного футболу, уклав договір з «Гірник-Спортом». У футболці клубу з Горішніх Плавнів дебютував 11 травня 2024 року в переможному (2:1) виїзному поєдинку 8-го туру групи вибування Першої ліги України проти харківського «Металіста». Чуквуемека вийшов на поле на 75-й хвилині замість Богдана Гори. У сезоні 2023/24 років провів 2 поєдинки у Першій лізі та 1 матч у кубку України.